# James Crocket Wilson
Pour les articles homonymes, voir James Wilson et Wilson.
James Crocket Wilson (19 juillet 1841-5 octobre 1899) fut un homme d'affaires et homme politique fédéral du Québec.

## Biographie
Né à Rasharkin dans le comté d'Antrim en Irlande, James Crocket Wilson immigra à Montréal avec ses parents en 1842. Après avoir fait ses études à l'école McGill, il devint enseignant à Beauharnois en 1859. En 1862, il déménagea dans le Haut-Canada où il devint libraire à Belleville. Peu après, il travailla dans une agence de presse de Toronto. En 1863, il devint représentant d'un éditeur de New York. Après s'être marié en 1865, il retourna à Montréal en 1867 où il travailla dans une manufacture de papier. Il ouvrit sa propre manufacture de sac en papier en 1870 et peu après, fit construire un moulin de pâtes et papiers à Lachute dans les Laurentides pour alimenter son usine. Le moulin fut un tel succès qu'après plusieurs expansions devint l'un des plus grands au Canada.
Élu conseiller municipal au conseil de ville de Montréal en 1880 et réélu en 1883, il se lança en politique fédérale en devenant le représentant du Parti libéral-conservateur dans la circonscription d'Argenteuil à la Chambre des communes du Canada lors des élections fédérales de 1887. Il ne se représentant pas en 1891.